# Oonopidae
Oonopidae – rodzina pająków z podrzędu Opisthothelae i infrarzędu Araneomorphae. Takson kosmopolityczny, obejmujący ponad 1800 opisanych gatunków. Należą tu drobnych rozmiarów, aktywnie polujące pająki o sześciu oczach lub pozbawione oczu. W zapisie kopalnym znane są od kredy.

## Opis

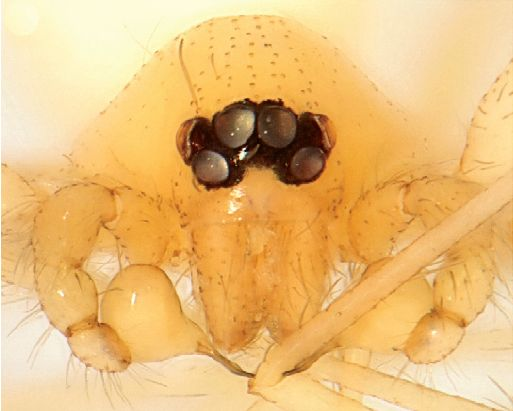
Widok od przodu na prosomę samca Megaoonops avrona. Spośród trzech par oczu te tylnej pary stykają się z oczami pary przednio-bocznej

Drobne pająki, osiągające od 1 do 4 mm  długości ciała, zwykle o jasnym, najczęściej pomarańczowym, żółtym, szarawym lub różowym ubarwieniu. Wyraźnie zwężony ku przodowi karapaks ma powierzchnię płaską do wypukłej, pozbawioną jamek i wgłębień, zwykle gładką, rzadziej ziarnistą, delikatnie i drobno rowkowaną lub punktowaną. Zwykle występuje sześcioro oczu, które osadzone są blisko siebie, a oczy tylnej pary stykają się z oczami pary przednio-bocznej. U niektórych gatunków termitofilnych oczy uległy całkowitemu zanikowi. Szczękoczułki są szerokie u nasady i zwężone u szczytów, pozbawione blaszek, a zwykle też ząbków. Wieńczą je długie i łukowato zakrzywione pazury jadowe. Endyty są szerokie u nasady i węższe u wierzchołków, często u samców o zmodyfikowanej budowie. Szeroko-owalnego kształtu sternum ma tępy wierzchołek. Odnóża są zwykle dość krótkie i przysadziste. Pozbawione są one skopuli, a nasady ich trichobotrii są powykrawane. Stopy zwieńczone są parą pazurków, z których każdy ma dwa rzędy ząbków. U niektórych gatunków golenie i stopy dwóch początkowych par odnóży uzbrojone mogą być w rzędy parzystych kolców. W pierwotnym planie budowy organ tarsalny jest odkryty i ma cztery wyniesione receptory w dwóch przednich parach odnóży oraz trzy wyniesione receptory w dwóch tylnych parach odnóży (wzór 4-4-3-3). Wtórnie pojawiają się w tej rodzinie organy tarsalne zamknięte jak i redukcja liczby wspomnianych receptorów o jeden (wzór 3-3-2-2). Organy tarsalne zawsze są płaskie i zaopatrzone w podłużną listewkę, biorącą początek w ich dosiebnym końcu. Opistosoma (odwłok) ma owalny kształt i może być zaopatrzona w skutum grzbietowe, skutum brzuszne, a niekiedy w płytkę analną. Pozbawiona jest stożeczka, w miejscu którego wyrastać mogą dwie szczecinki. Długości przednich i tylnych kądziołków przędnych są zbliżone. Płuca są zredukowane, natomiast tylne tchawki dobrze rozwinięte, o przetchlinkach położonych za bruzdą epigastryczną.

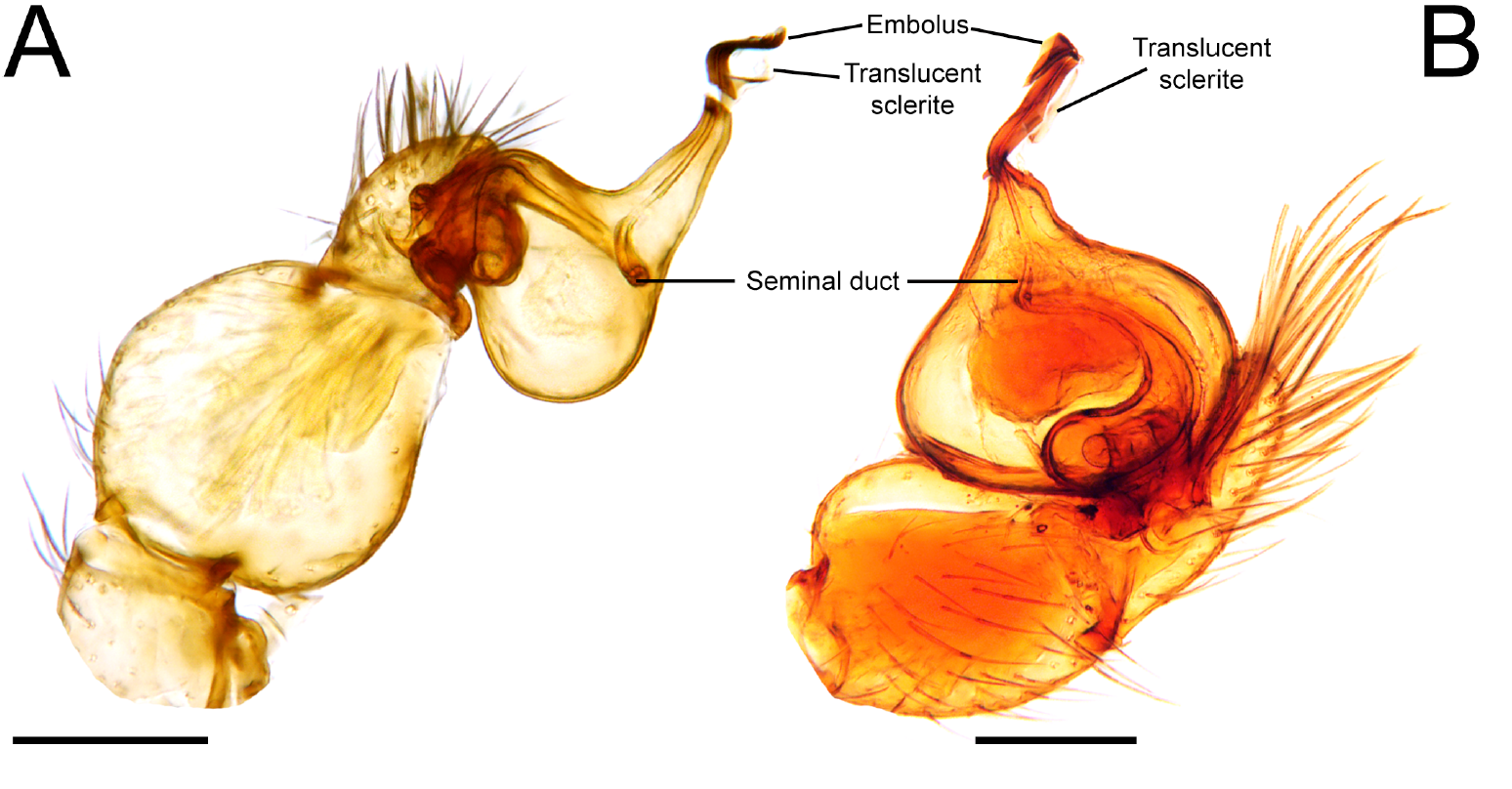
Bulbusy samców Unicorn catleyi (A) i Unicorn argentina (B)

U samca nogogłaszczki mają osadzony na szczycie gruszkowatego bądź walcowatego bulbusa embolus oraz pozbawione są konduktora. Unikalną na tle pająków cechą tej rodziny jest całkowite zlanie się pary jąder w jeden nieparzysty narząd. Nogogłaszczki samicy są krótkie i pozbawione pazurków. Genitalia samicy mają postać zesklerotyzowanej szpary. Przy tylnej oraz przedniej ściance jej torebki kopulacyjnej obecne są dwie wyraźne struktury.

## Biologia i występowanie

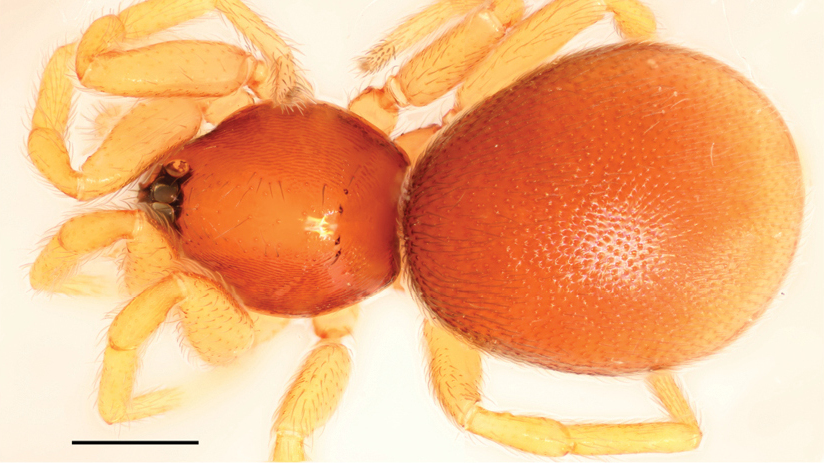
Samica Xestaspis shoushanensis

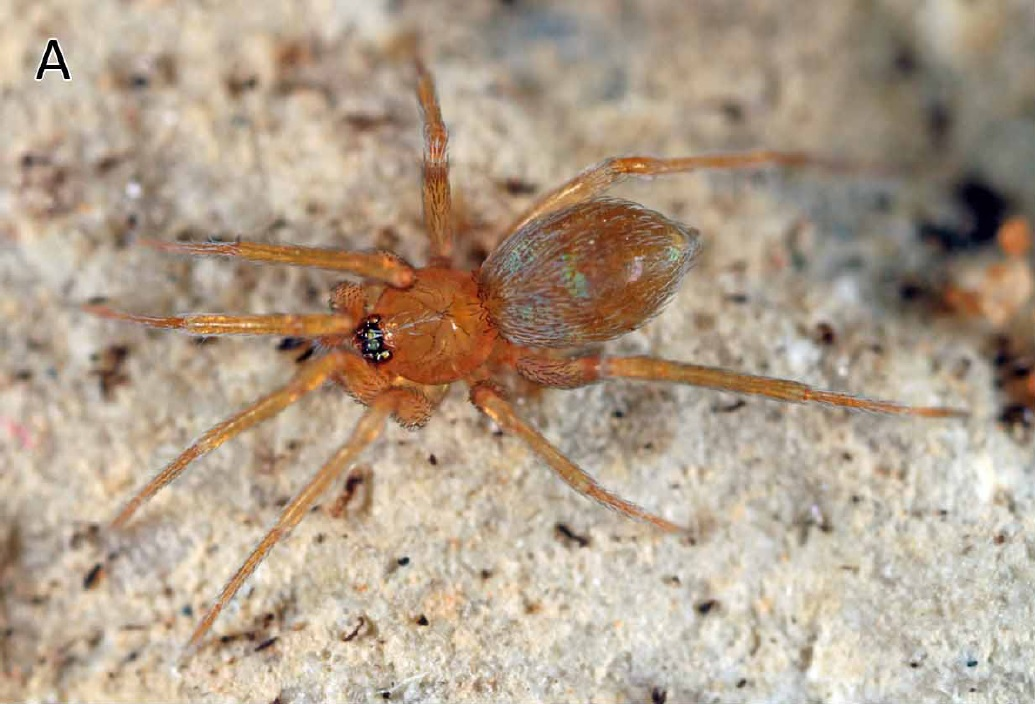
Samiec Tapinesthis inermis

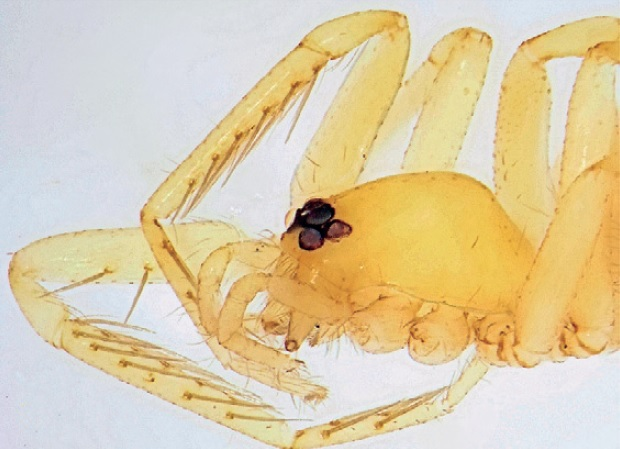
Prosoma samicy Spinestis nikita w widoku bocznym

Rodzina kosmopolityczna, znana ze wszystkich kontynentów oprócz Antarktydy, ale zdecydowanie bardziej zróżnicowana w strefie tropikalnej. W Polsce stwierdzono tylko dwa gatunki (zobacz: Oonopidae Polski).
Występują w szerokim spektrum siedlisk: od lasów deszczowych po pustynie i do powierzchni gleby po piętro koron drzew. Nocą aktywnie polują na ofiary. Niektóre zamieszkują tylko termitiery (termitofile).

## Taksonomia i ewolucja
Takson ten wprowadził w 1890 roku Eugène Simon. W 1893 roku ten sam autor wyróżniał w jego obrębie dwie grupy:  „molles” o ciele miękkim i „loricati” o ciele twardym. Pierwsza doczekała się wyróżnienia w postaci nominatywnej podrodziny Oonopinae, a druga podrodziny Gamasomorphinae. W 1942 roku Ralph Vary Chamberlin i Wilton Ivie wyróżnili w ich obrębie jeszcze jedną, monotypową podrodzinę: Orchestininae. Monofiletyzm Oonopidae, jak i ich podrodzin pozostawał jednak przez dłuższy czas niejasny. Dowodów anatomicznych na monofiletyzm rodziny dostarczyły dopiero prace Matthiasa Burgera i Petera Michalika z 2010 roku oraz Normana I. Platnicka i współpracowników z 2012 roku. Druga z nich zmodyfikowała również podział na podrodziny: Orchestininae pozostały monotypowe, Gamasomorphinae zsynonimizowano z Oonopinae, natomiast rodzaje Cortestina, Dalmasula, Sulsula, Unicorn i Xiombarg umieszczono w nowej podrodzinie Sulsulinae. Relacje pomiędzy podrodzinami pozostały niejasne. Monofiletyzm Oonopidae (z wyjątkiem niestabilnego rodzaju Stenoonops) potwierdziła też analiza molekularna Ward C. Wheelera z 2017 roku.
Oonopidae klasyfikowane są wraz z Orsolobidae i komórczakowatymi w nadrodzinie Dysderoidea, ale relacje w obrębie niej nie zostały jednoznacznie rozpracowane. Według kilku prac z przełomu XX i XXI wieku Oonopidae zajmują pozycję siostrzaną do Orsolobidae, według analizy molekularnej Wheelera z 2017 roku Orsolobidae są grupą siostrzaną dla komórczakowatych, natomiast według pracy Burgera i Michalika z 2010 roku budowa jąder Oonopidae wskazywać może raczej na ich relację siostrzaną z komórczkowatymi niż Orsolobidae.
W zapisie kopalnym znane są od kredy. Gatunki kredowe należą do dwóch rodzajów wymarłych i jednego współczesnego, a opisane zostały z birmańskiego i kanadyjskiego bursztynu. Z paleogenu znane są dwa rodzaje współczesne, a z neogenu cztery rodzaje współczesne i jeden wymarły.
Do 2019 roku opisano 1807 gatunków współczesnych i 44 gatunki wymarłe z tej rodziny, zgrupowane w 115 rodzajach współczesnych i 3 rodzajach wymarłych:
- Amazoonops Bonaldo, 2017
- Anophthalmoonops Benoit, 1976
- Antoonops Fannes & Jocqué, 2008
- Aposphragisma Thoma, 2014
- Aprusia Simon, 1893
- Aschnaoonops Makhan & Ezzatpanah, 2011
- Australoonops Hewitt, 1915
- Bannana Tong & Li, 2015
- Bidysderina Platnick et al., 2013
- Bipoonops Bolzern, 2014
- Birabenella Grismado, 2010
- Blanioonops Simon & Fage, 1922
- Brignolia Dumitrescu & Georgescu, 1983
- †Burmorchestina Wunderlich, 2008
- Caecoonops Benoit, 1964
- Camptoscaphiella Caporiacco, 1934
- †Canadaorchestina Wunderlich, 2008
- Cavisternum Baehr, Harvey & Smith, 2010
- Cortestina Knoflach, 2009
- Costarina Platnick & Dupérré, 2011
- Cousinea Saaristo, 2001
- Coxapopha Platnick, 2000
- Dalmasula Platnick, Szüts & Ubick, 2012
- Diblemma O. Pickard-Cambridge, 1908
- Dysderina Simon, 1891
- Dysderoides Fage, 1946
- Emboonops Bolzern, Platnick & Berniker, 2015
- Escaphiella Platnick & Dupérré, 2009
- Farqua Saaristo, 2001
- †Fossilopaea Wunderlich, 1988
- Gamasomorpha Karsch, 1881
- Gradunguloonops Grismado et al., 2015
- Grymeus Harvey, 1987
- Guaraguaoonops Brescovit, Rheims & Bonaldo, 2012
- Guatemoonops Bolzern, Platnick & Berniker, 2015
- Heteroonops Dalmas, 1916
- Hexapopha Platnick, Berniker & Víquez, 2014
- Himalayana Grismado, 2014
- Hortoonops Platnick & Dupérré, 2012
- Hypnoonops Benoit, 1977
- Hytanis Simon, 1893
- Ischnothyreus Simon, 1893
- Kapitia Forster, 1956
- Khamiscar Platnick & Berniker, 2015
- Khamisia Saaristo & van Harten, 2006
- Khamisina Platnick & Berniker, 2015
- Khamisoides Platnick & Berniker, 2015
- Kijabe Berland, 1914
- Lionneta Benoit, 1979
- Longoonops Platnick & Dupérré, 2010
- Lucetia Dumitrescu & Georgescu, 1983
- Malagiella Ubick & Griswold, 2011
- Megabulbus Saaristo, 2007
- Megaoonops Saaristo, 2007
- Melchisedec Fannes, 2010
- Molotra Ubick & Griswold, 2011
- Neotrops Grismado & Ramírez, 2013
- Neoxyphinus Birabén, 1953
- Nephrochirus Simon, 1910
- Niarchos Platnick & Dupérré, 2010
- Noideattella Álvarez-Padilla, Ubick & Griswold, 2012
- Noonops Platnick & Berniker, 2013
- Oonopinus Simon, 1893
- Oonopoides Bryant, 1940
- Oonops Templeton, 1835
- Opopaea Simon, 1891
- Orchestina Simon, 1882
- Ovobulbus Saaristo, 2007
- Paradysderina Platnick & Dupérré, 2011
- Patri Saaristo, 2001
- Pelicinus Simon, 1891
- Pescennina Simon, 1903
- Plectoptilus Simon, 1905
- Ponsoonops Bolzern, 2014
- Predatoroonops Brescovit, Rheims & Ott, 2012
- Prethopalpus Baehr et al., 2012
- Prida Saaristo, 2001
- Prodysderina Platnick et al., 2013
- Pseudodysderina Platnick, Berniker & Bonaldo, 2013
- Pseudoscaphiella Simon, 1907
- Puan Izquierdo, 2012
- Reductoonops Platnick & Berniker, 2014
- Scaphidysderina Platnick & Dupérré, 2011
- Scaphiella Simon, 1891
- Scaphioides Bryant, 1942
- Scaphios Platnick & Dupérré, 2010
- Semibulbus Saaristo, 2007
- Semidysderina Platnick & Dupérré, 2011
- Setayeshoonops Makhan & Ezzatpanah, 2011
- Sicariomorpha Ott & Harvey, 2015
- Silhouettella Benoit, 1979
- Simlops Bonaldo, Ott & Ruiz, 2014
- Simonoonops Harvey, 2002
- Socotroonops Saaristo & van Harten, 2002
- Spinestis Saaristo & Marusik, 2009
- Stenoonops Simon, 1891
- Sulsula Simon, 1882
- Tapinesthis Simon, 1914
- Telchius Simon, 1893
- Termitoonops Benoit, 1964
- Tinadysderina Platnick, Berniker & Bonaldo, 2013
- Tolegnaro Álvarez-Padilla, Ubick & Griswold, 2012
- Toloonops Bolzern, Platnick & Berniker, 2015
- Triaeris Simon, 1891
- Tridysderina Platnick, Berniker & Bonaldo, 2013
- Trilacuna Tong & Li, 2007
- Unicorn Platnick & Brescovit, 1995
- Varioonops Bolzern & Platnick, 2013
- Vientianea Tong & Li, 2013
- Volborattella Saucedo & Ubick, 2015
- Wanops Chamberlin & Ivie, 1938
- Xestaspis Simon, 1884
- Xiombarg Brignoli, 1979
- Xyccarph Brignoli, 1978
- Xyphinus Simon, 1893
- Yumates Chamberlin, 1924
- Zyngoonops Benoit, 1977